# Pedro Zape
Pedro Antonio Zape  (født 3. juni 1949 i Puerto Tejada, Colombia) er en tidligere colombiansk fodboldspiller (målmand).
Zape spillede hele sin karriere i én by, nemlig Cali, hvor han først i 16 sæsoner var tilknyttet Deportivo Cali, og efterfølgende i fire år América de Cali. Han vandt fire colombianske mesterskaber i sin tid hos Deportivo og to hos América.
Zape spillede desuden, mellem 1972 og 1985, 47 kampe for det colombianske landshold. Han deltog med sit land ved Copa América i både 1975, hvor holdet vandt sølv, samt i 1979.

## Titler
Categoria Primera A
- 1967, 1969, 1970 og 1974 med Deportivo Cali
- 1985 og 1986 med América de Cali